# Gabriel Odor
Gabriel Odor (* 23. August 2000 in Hall in Tirol) ist ein österreichischer Eisschnellläufer.

## Karriere
Seinen ersten internationale Erfolg feierte Odor, als er bei den Juniorenweltmeisterschaften 2019 die Goldmedaille im Massenstart gewinnen konnte. Ein Jahr später gewann er die Silbermedaille in derselben Disziplin.
Bei den Olympischen Winterspielen 2022 in Peking belegte er den 10. Platz im Massenstart. Seinen ersten Podestplatz im Weltcup erreichte er wenige Monate später mit Rang 2 im Massenstart von Stavanger. Es war dies das erste Podest für einen Österreicher im Eisschnelllaufweltcup seit 8 Jahren.
Seine erste Medaille bei einem Großereignis in der Klasse der Erwachsenen gewann Odor 2024 bei den Mehrkampfeuropameisterschaften in Heerenveen. Im Massenstart musste er sich lediglich dem Belgier Bart Swings um 28 Hundertstelsekunden geschlagen geben.
Odor ist Heeressportler des österreichischen Bundesheers.

## Erfolge

### Olympische Winterspiele
- Peking 2022: 10. Massenstart

### Weltcup
- Ein Podestplatz

### Einzelstreckenweltmeisterschaften
- Heerenveen 2021: 10. Massenstart, 23. 1500 m
- Heerenveen 2023: 8. Massenstart, 18. 1500 m

### Mehrkampfeuropameisterschaften
- Heerenveen 2021: 5. 500 m, 7. 1500 m, 15. 5000 m
- Heerenveen 2022: 7. Massenstart
- Hamar 2023: 7. 1500 m, 9. 5000 m, DSQ 500 m
- Heerenveen 2024: 2. Massenstart, 12. 1500 m

### Juniorenweltmeisterschaften
- Baselga di Piné 2019: 1. Massenstart, 5. 1500 m, 16. 5000 m, 23. 1000 m, 33. 500 m
- Tomaszów Mazowiecki 2020: 2. Massenstart, 8. 1500 m, 9. 5000 m, 11. 1000 m, 26. 500 m